# هيبرون (نيويورك)
هيبرون (بالإنجليزية: Hebron, New York)‏ هي بلدة أمريكية تقع في الولايات المتحدة في مقاطعة واشنطن، نيويورك. يقدر عدد سكانها بـ 1,773 نسمة ومساحتها 146.1 كم2 وترتفع عن سطح البحر 242 متر.

## أعلام
- صموئيل نيلسون
- ديفيد ويلسون
- حيرام بارتون